# Szaragurok
A szaragurok (ótörök nyelven 'fehér ogurok'), szara ogurok az ogurok egyik törzse vagy törzsszövetsége volt. i. sz. 463 körül tűntek fel Európában, amikor Priszkosz rétor szerint Attila halála után követeket küldtek Bizáncba az ogurokkal és az onogurokkal együtt, akiktől a bizánciak megtudták, hogy a sztyeppén jelentős változások történtek. A hunok dominanciájának végével véget ért a sztyeppe iráni korszaka és megkezdődött a mongolokig tartó török korszak. 